# Castello di Chirk

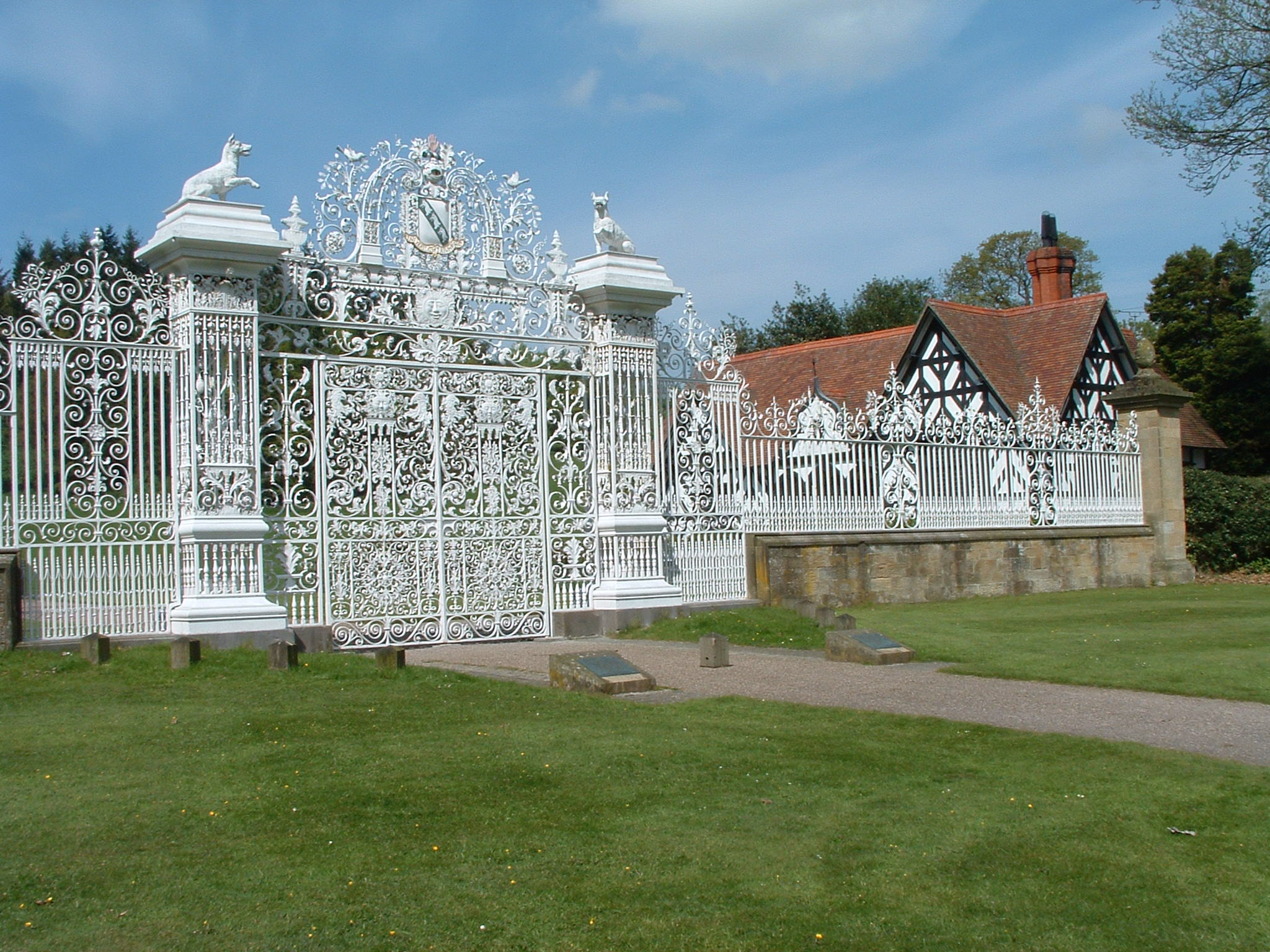
L'ingresso del castello

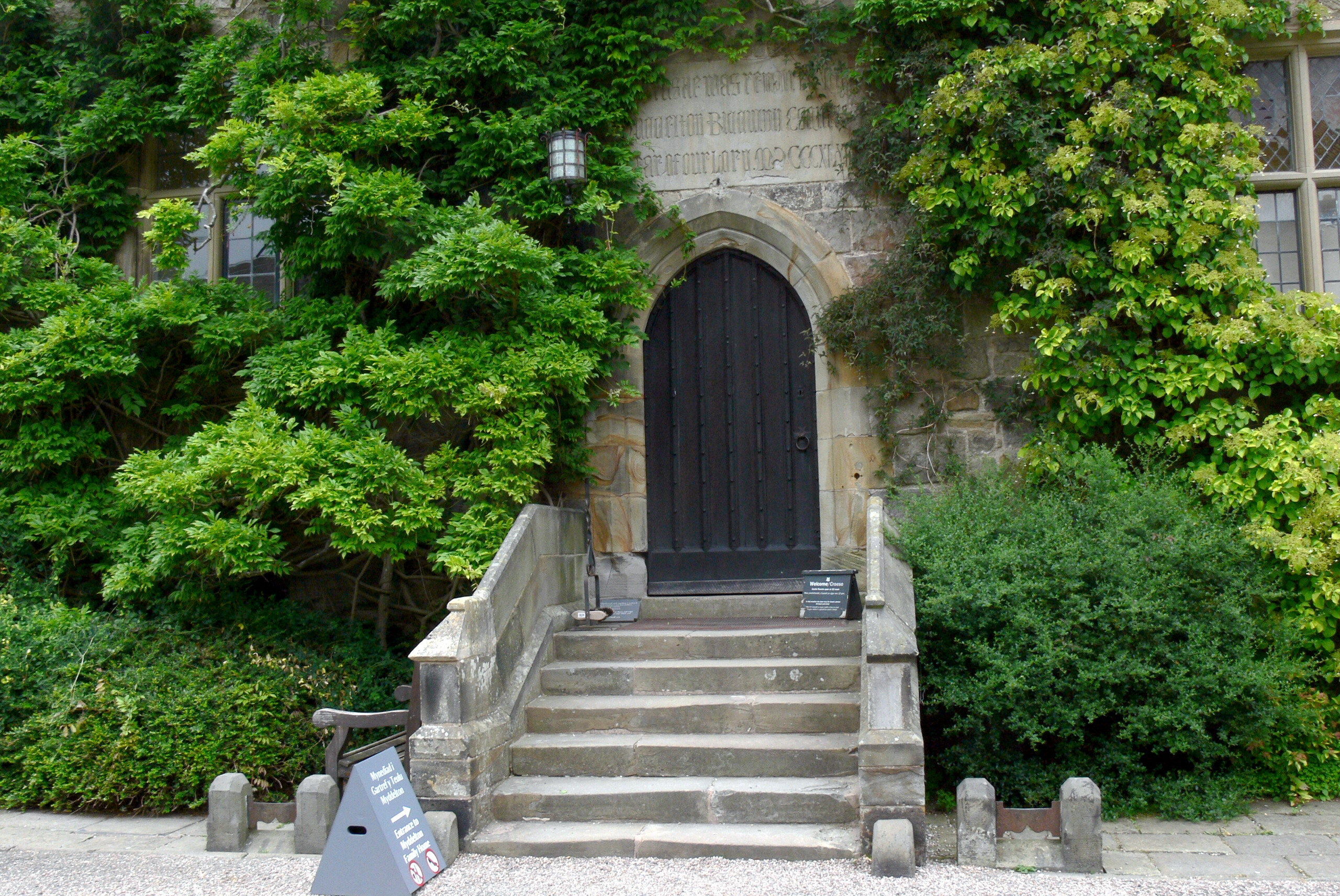
Cortile interno al castello

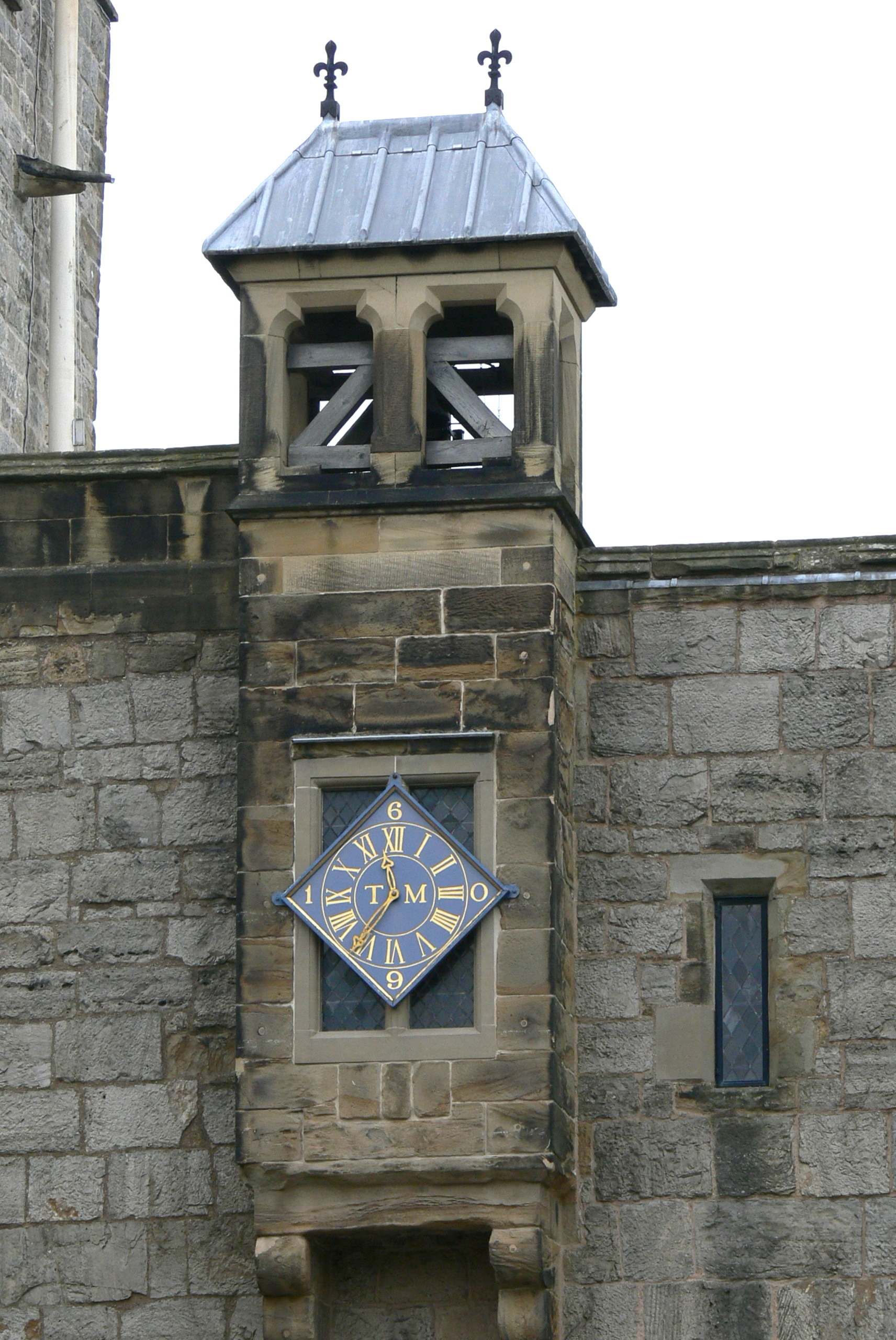
La torre dell'orologio

Il castello di Chirk (in inglese: Chirk Castle; in gallese: Castell y Waun) è un edificio storico della cittadina gallese di Chirk, nel distretto di Wrexham (Clwyd, Galles nord-orientale), eretto tra il 1295 e il 1310 per volere di Edoardo I d'Inghilterra. Dal 1595 è la residenza della famiglia Myddelton.
Si tratta di una delle fortezze meglio conservate tra quelle fatte costruire da Edoardo I in Galles. L'edificio è posto sotto la tutela del National Trust.

## Storia
La costruzione fu voluta da Edoardo I d'Inghilterra per arginare le ribellioni della popolazione del Galles settentrionale iniziate nel 1294.
Il progetto fu affidato all'architetto Roger Mortimer.
Nel 1595, l'edificio fu venduto per 5.000 sterline a Sir Thomas Myddelton.

## Architettura
Il terreno su cui sorge il castello è cinto da una cancellata in ferro risalente al 1719-1721, che reca lo stemma della famiglia Myddelton.

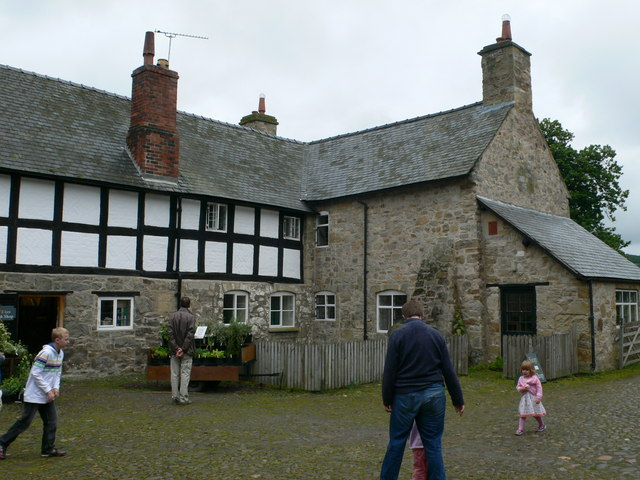

All'interno del castello si trovano sale arredate dalla famiglia Myddelton nello stile Adam, abbellite da arazzi e ritratti e decorazioni realizzate nel XIX secolo da Augustus Pugin.

### Cancellata

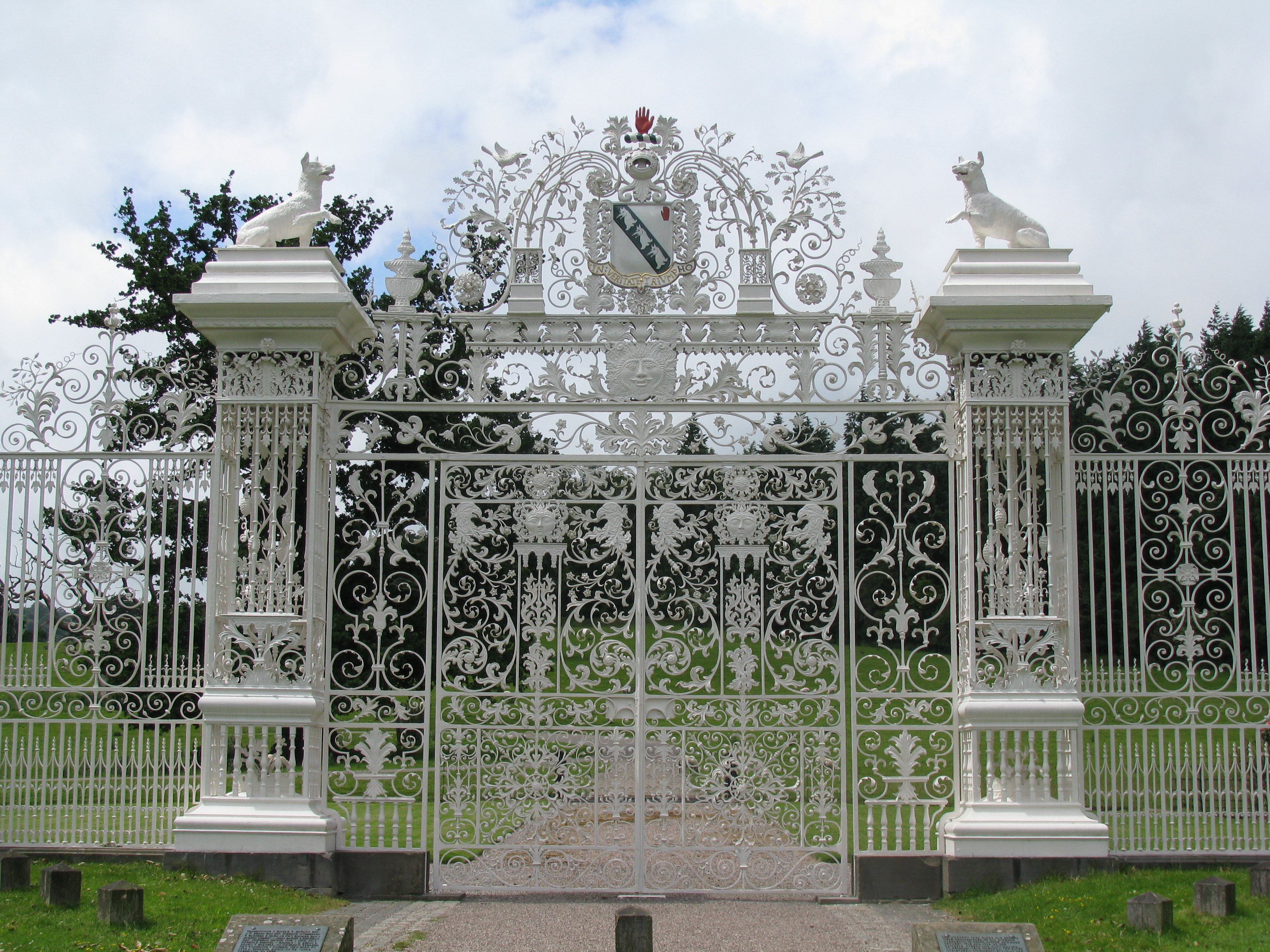

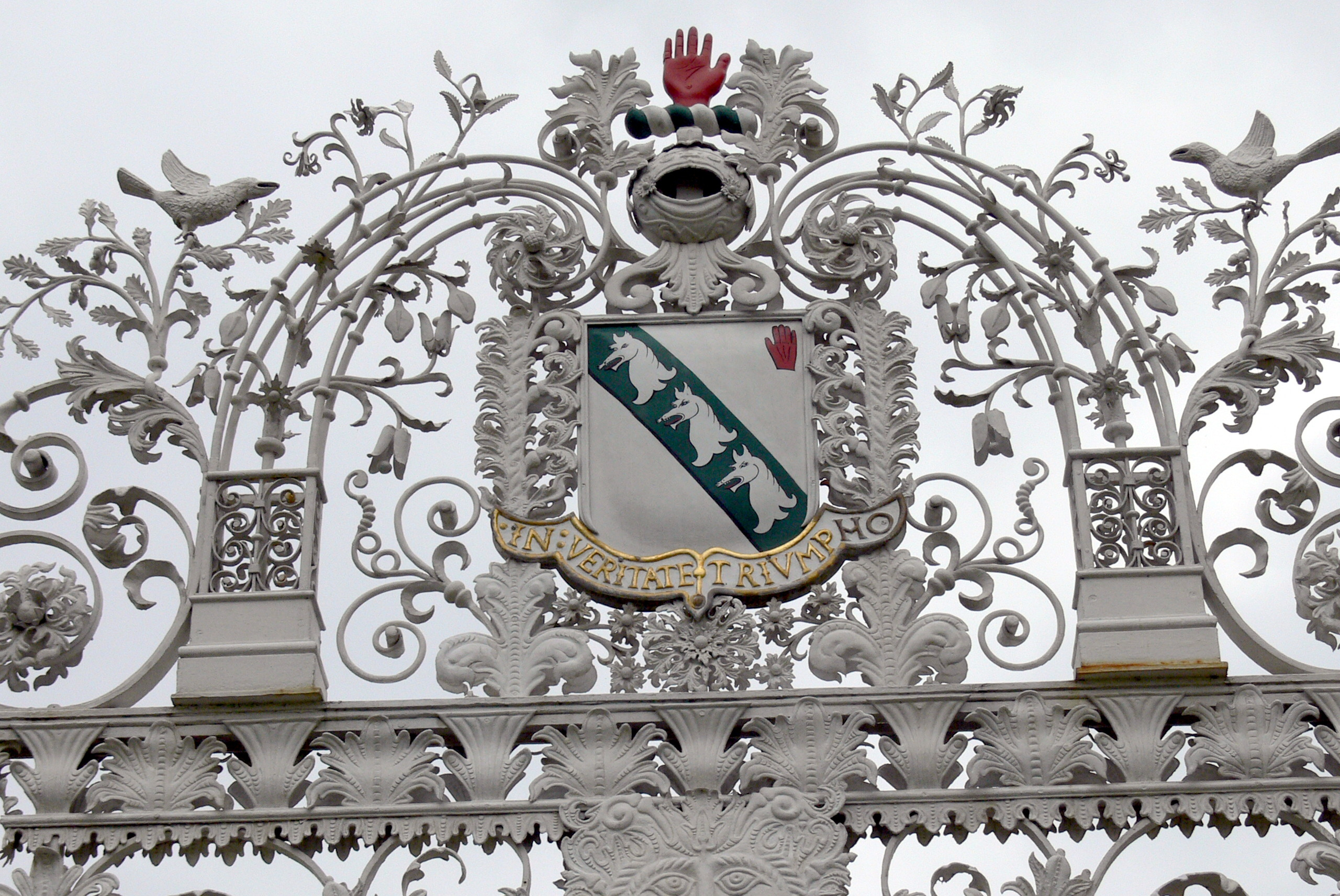

La cancellata in ferro che circonda i giardini del castello fu commissionata nel gennaio del 1711 da Sir Richard Myddelton e fu realizzata dai Davies Brothers tra il 1519 e il 1521.

Nella cancellata campeggia lo stemma della famiglia Myddelton, il cui simbolo è una mano insanguinata.

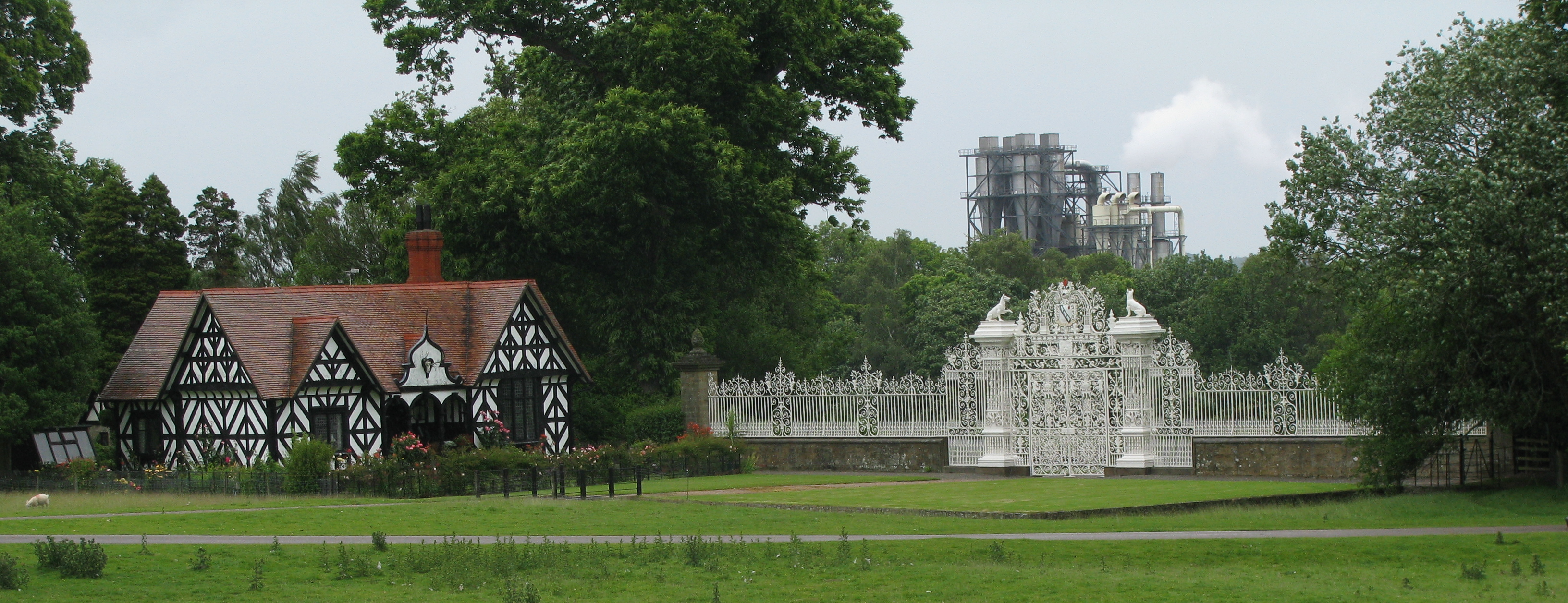
Il parco attorno al castello di Chirk

### Adam's Tower
L'Adam's Tower è una torre risalente al XIV secolo. Alla torre è annessa una prigione sotterranea a due piani.